# Junglinster
Junglinster (en luxembourgeois : Jonglënster ) est une localité luxembourgeoise et le chef-lieu de la commune portant le même nom situées dans le canton de Grevenmacher.
La commune est issue de la fusion le 1er janvier 1979 des communes de Rodenbourg et Junglinster. Elle s’étend sur 5 538 ha, ce qui en fait la troisième commune du pays par sa superficie. De 3 472 habitants en 1979, la population a atteint 5 968 habitants le 31 décembre 2004 et dépasse les 7 000 en 2015.
La commune a acquis une certaine notoriété en accueillant l’émetteur radiophonique de Radio-Luxembourg puis RTL, longtemps le plus puissant d’Europe. La chanson servant d’ouverture des programmes à la station jusqu’aux années soixante mentionnait d’ailleurs les « mâts de Junglinster ».

## Géographie
Le village est traversé du sud-est au nord par l’Ernz Noire, un affluent de la Sûre.

### Sections de la commune
- Altlinster
- Beidweiler
- Blumenthal
- Bourglinster
- Eisenborn
- Eschweiler
- Godbrange
- Gonderange
- Graulinster
- Imbringen
- Junglinster (siège)
- Rodenbourg

### Voies de communication et transports
La commune est traversée par les routes nationales N11 et N14.
La commune est desservie par le Régime général des transports routiers (RGTR). En outre, elle assure des services « City-Bus » : un service régulier, la « Langwiss Navette » et un sur réservation, le « City-Bus Junglinster ».

## Histoire
Les premières traces de Junglinster dans divers documents historiques remontent à l’an 983. Elle était située sur la route de Metz à Trèves et de nombreux vestiges remontant à l’époque romaine ont été trouvés aux alentours de Junglinster.
Une église de style baroque tardif y a été érigée de 1772 à 1773. Le château de Bourglinster, situé sur la commune, accueille de nombreux événements culturels.

## Politique et administration

### Liste des bourgmestres
| Identité                      | Période     | Période    | Durée                    | Étiquette |
| Identité                      | Début       | Fin        | Durée                    | Étiquette |
| ----------------------------- | ----------- | ---------- | ------------------------ | --------- |
| Françoise Hetto (née en 1960) | 2007        | 2009       | 2 ans                    | CSV       |
| Francine Colling-Kahn (d)     | 2009        | avril 2015 | 6 ans                    | CSV       |
| Romain Reitz (d)              | 5 juin 2015 | En cours   | 10 ans, 1 mois et 1 jour | CSV       |

## Population et société

### Démographie
L'évolution du nombre d'habitants est connue à travers les recensements de la population effectués dans le pays depuis 1821. Les recensements décennaux de la population permettent de caler les chiffres sur la composition de la population par sexe, âge, nationalité et commune de résidence. Entre deux recensements, la population au 1er janvier de l’année {\displaystyle x} est évaluée en ajoutant à la population au 1er janvier de l’année {\displaystyle x-1} les soldes naturel (naissances {\displaystyle -} décès) et migratoire (arrivées {\displaystyle -} départs) de l'année. La même méthode est appliquée pour la répartition par âge au 1er janvier et les effectifs totaux par nationalité. Depuis le 1er septembre 2023, le Luxembourg dénombre 100 communes.
Au 1er janvier 2024, la commune comptait 8 800 habitants.
| 1821  | 1851  | 1871  | 1880  | 1890  | 1900  | 1910  | 1922  | 1930  |
| ----- | ----- | ----- | ----- | ----- | ----- | ----- | ----- | ----- |
| 2 145 | 3 263 | 3 187 | 3 032 | 2 809 | 2 828 | 2 699 | 2 517 | 2 447 |

| 1935  | 1947  | 1960  | 1970  | 1978  | 1979  | 1981  | 1983  | 1984  |
| ----- | ----- | ----- | ----- | ----- | ----- | ----- | ----- | ----- |
| 2 491 | 2 540 | 2 522 | 2 662 | 3 358 | 3 466 | 3 657 | 3 830 | 3 900 |

| 1985  | 1986  | 1987  | 1988  | 1989  | 1990  | 1991  | 1992  | 1993  |
| ----- | ----- | ----- | ----- | ----- | ----- | ----- | ----- | ----- |
| 3 940 | 4 030 | 4 140 | 4 306 | 4 421 | 4 606 | 4 772 | 4 880 | 4 927 |

| 1994  | 1995  | 1996  | 1997  | 1998  | 1999  | 2000  | 2001  | 2002  |
| ----- | ----- | ----- | ----- | ----- | ----- | ----- | ----- | ----- |
| 5 091 | 5 190 | 5 313 | 5 450 | 5 516 | 5 515 | 5 561 | 5 753 | 5 813 |

| 2003  | 2004  | 2005  | 2006  | 2007  | 2008  | 2009  | 2010  | 2011  |
| ----- | ----- | ----- | ----- | ----- | ----- | ----- | ----- | ----- |
| 5 837 | 5 848 | 5 915 | 5 939 | 5 979 | 6 034 | 6 143 | 6 341 | 6 482 |

| 2012  | 2013  | 2014  | 2015  | 2016  | 2017  | 2018  | 2019  | 2020  |
| ----- | ----- | ----- | ----- | ----- | ----- | ----- | ----- | ----- |
| 6 547 | 6 630 | 6 782 | 7 094 | 7 261 | 7 537 | 7 613 | 7 802 | 8 090 |

| 2021  | 2022  | 2023  | 2024  | - | - | - | - | - |
| ----- | ----- | ----- | ----- | - | - | - | - | - |
| 8 233 | 8 470 | 8 622 | 8 800 | - | - | - | - | - |

Le graphique qui aurait dû être présenté ici ne peut pas être affiché car il utilise l'ancienne extension Graph, désactivée pour des questions de sécurité. Des indications pour créer un nouveau graphique avec la nouvelle extension Chart sont disponibles ici.

### Médias
Depuis 1932, l'émetteur en ondes longues de RTL est situé sur le territoire de la commune, dans le village de Beidweiler. Cependant, bien que des antennes d'une hauteur de 215 m et que l'émetteur en ondes longues à 234 kHz se trouvent à Junglinster depuis 1932, la station émettrice effective d’une puissance de 4 MW se trouve à Beidweiler, à 6 km de Junglinster, depuis 1970.
L'émetteur de Junglinster en ondes longues (234 kHz) est l'émetteur de réserve avec une puissance de 1 100 kW.
Outre l'émetteur en ondes longues, trois émetteurs en ondes courtes émettent en numérique dans le cadre de la Digital Radio Mondiale :
- RTL DRM 2 French Junglinster (5 990 kHz, 50 kW) ;
- RTL Radio German Junglinster (6 095 kHz, 50 kW) ;
- Radio Luxembourg English Junglinster (25 795 kHz, 0,15 kW).